# فريدريك بيرسون
فريدريك بيرسون (بالسويدية: Fredrik Persson)‏ (20 فبراير 1983 بالسويد - ) هو لاعب كرة قدم سويدي في مركز حراسة المرمى. لعب مع نادي مالمو ونادي تريليبورج ‏ وKongsvinger IL Toppfotball ‏.

## وصلات خارجية
- فريدريك بيرسون على موقع اتحاد السويد (السويدية)
- فريدريك بيرسون على موقع قاعدة بيانات كرة القدم.إي يو (الإنجليزية)
- فريدريك بيرسون على موقع Soccerway.com (الإنجليزية)